# سبدساز بال‌تیره

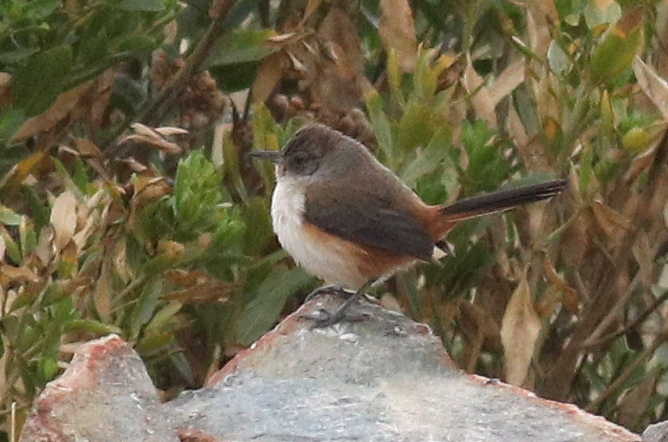
سبدساز تیره‌دم

سبدساز بال‌تیره (نام علمی: Asthenes arequipae) نام یک گونه از سرده مرغ سبدساز است.